# Marka poznańska

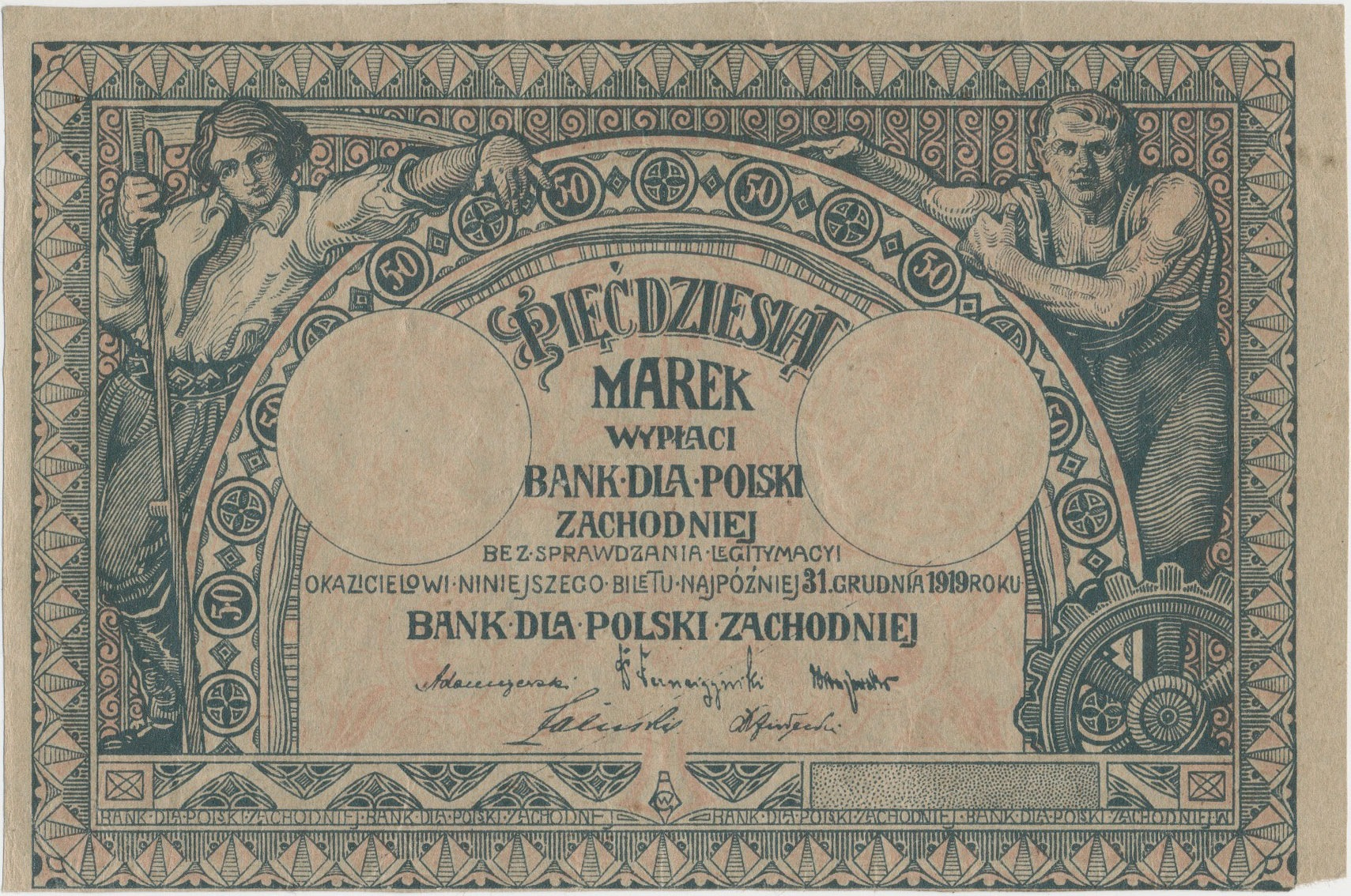
Awers 50 marek poznańskich.

Marka zwana poznańską – planowana emisja separatystycznej waluty, która miała być prawnym środkiem płatniczym w oswobodzonym od władzy Republiki Weimarskiej byłym zaborze pruskim.
27 grudnia 1918 roku władzę w Poznańskiem po zwycięstwie powstania wielkopolskiego przejęła Naczelna Rada Ludowa, która w związku z dużymi różnicami gospodarczymi między Poznańskim a Królestwem Polskim i Galicją postanowiła zachować przynajmniej do końca 1919 roku granicę celną między zaborami i emitować własną walutę o nazwie marka. W tym celu ogłoszono stworzenie Banku dla Polski Zachodniej jako banku emisyjnego.

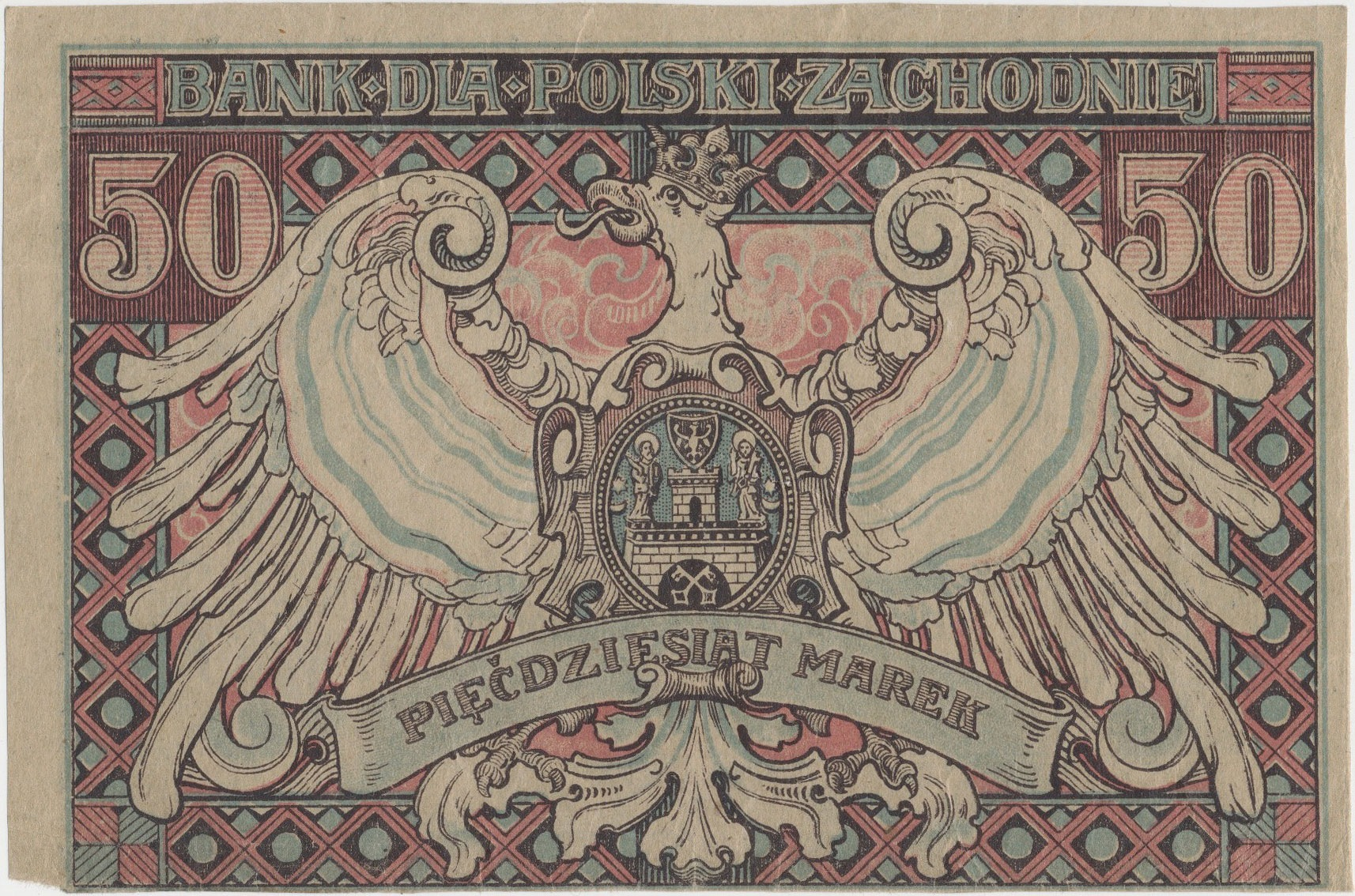
Rewers 50 marek poznańskich.

Projekt nowych banknotów wykonał poznański plastyk Antoni Wiktor Gosieniecki, a druk Drukarnia i Księgarnia św. Wojciecha w Poznaniu. Na awersie ozdobione były podobizną krzepkiej, przysadzistej pary wieśniaczej w ludowych strojach wielkopolskich: baba trzyma w ręku grabie, a chłop kosę. Para opiera się na półkolu z bogato ornamentowaną bordiurą, w którym umieszczony jest napis „Pięćdziesiąt marek wypłaci Bank Polski Zachodniej bez sprawdzania legitymacyi okazicielowi niniejszego biletu najpóźniej 31 grudnia 1919 roku – Bank dla Polski Zachodniej” (pięć podpisów zarządu). Seria nominałów obejmowała banknoty 1, 2, 5, 10, 20, 50 i 100 marek. Ze względu na protesty centralnego rządu w Warszawie zamiar emisji wkrótce porzucono, Bank dla Polski Zachodniej nie rozpoczął działalności (choć już miał zarząd, którego członkowie podpisali się na banknotach) i wprowadzono markę polską jako walutę obiegową także w Poznańskim.
Zachowane serie banknotów próbnych „marki poznańskiej” uległy zniszczeniu w czasie II wojny światowej. 